# Jo van Koeverden
Johannes Hermanus Wilhelmus (Jo) van Koeverden (Buren, 8 april 1911 – aldaar, 24 augustus 1981) was een Nederlands politicus voor de KVP en verzetsstrijder.

## Biografie
Jo van Koeverden werd in 1911 geboren in het Gelderse Buren als zoon van Gerardus van Koeverden, die eveneens actief was als Tweede Kamerlid en als gedeputeerde en waarnemend Commissaris van de Koningin in Gelderland.
Tijdens de Tweede Wereldoorlog speelde Van Koeverden een prominente rol in het verzet, waarvoor hij in heel Nederland werkzaam was. Zo organiseerde hij meerdere succesvolle overvallen en had hij tegen het einde van de oorlog de leiding over een bataljon van 600 man. Het verzetswerk kwam hem duur te staan. Zo kwam hij in Duitse gevangenschap en moest hij in 1944 voor een bedrag van 10.000 gulden vrij gekocht worden door zijn vader.
In 1946 werd Jo van Koeverden lid van de Provinciale Staten van de provincie Gelderland namens de KVP, en vanaf 1950 ook lid van de Tweede Kamer. In de Tweede Kamer was Van Koeverden een bescheiden en bedeesde afgevaardigde die naast woordvoerder van visserij, waterstaat, het binnenlands bestuur en Koninkrijkszaken vooral belangenbehartiger was van de fruittelers. Als Kamerlid voerde hij in juni 1966 namens zijn fractie het woord bij de interpellatie-Bakker over de strafonderbreking van de Duitse oorlogsmisdadiger Willy Lages. Tevens was hij voorzitter van de bijzondere commissie voor het wetsontwerp wijziging van de Veewet (Tweede Kamer der Staten-Generaal), van 24 februari 1965 tot juni 1965.
Naast zijn lidmaatschap van de Tweede Kamer en de Provinciale Staten was hij fruitteler in zijn woonplaats Buren.
Van Koeverden was getrouwd met Olga Hudig. Hij overleed in 1981 op een leeftijd van 70 jaar.